# Myeloconidiaceae
Myeloconidiaceae is een botanische naam voor een familie van korstmossen behorend tot de orde Ostropales. Het typegeslacht was Myeloconis, maar deze is later overgeheveld naar de familie Porinaceae.